# Exormotheca bullosa
Exormotheca bullosa là một loài rêu trong họ Exormothecaceae. Loài này được Stephani K. Müller mô tả khoa học đầu tiên năm 1939.